# Lars Riedel
Lars Peter Riedel (ur. 28 czerwca 1967 w Zwickau) – niemiecki lekkoatleta dyskobol, mistrz olimpijski i pięciokrotny mistrz świata.
Rozpoczął karierę sportową w NRD. Uczestniczył w mistrzostwach świata juniorów w 1986 w Atenach, gdzie w finale zajął 4. miejsce. Na mistrzostwach Europy w 1990 w Splicie odpadł w eliminacjach. Jednak już rok później na mistrzostwach świata w 1991 w Tokio zdobył złoty medal. Nie powiodło mu się na igrzyskach olimpijskich w 1992 w Barcelonie, gdzie odpadł w eliminacjach.
Na mistrzostwach świata w 1993 w Stuttgarcie obronił tytuł mistrzowski. Awansował do finału mistrzostw Europy w 1994 w Helsinkach, ale w nim nie wystąpił. Po raz trzeci został mistrzem świata na mistrzostwach świata w 1995 w Göteborgu.
Zdobył złoty medal na igrzyskach olimpijskich w 1996 w Atlancie bijąc rekord olimpijski wynikiem 69.40 m. Na mistrzostwach świata w 1997 w Atenach został po raz kolejny zwycięzcą. Zdobył również tytuł mistrzowski na mistrzostwach Europy w 1998 w Budapeszcie. Na mistrzostwach świata w 1999 w Sewilli zdobył brązowy medal.
Nie obronił tytułu na igrzyskach olimpijskich w 2000 w Sydney, ale zdobył srebrny medal (zwyciężył Virgilijus Alekna z Litwy). Za to na mistrzostwach świata w 2001 w Edmonton po raz piąty zdobył tytuł mistrzowski. Był to jego ostatni medal na wielkich zawodach. Na mistrzostwach świata w 2003 w Saint-Denis zajął 4. miejsce. Na igrzyskach olimpijskich w 2004 w Atenach był siódmy, a na mistrzostwach świata w 2005 w Helsinkach dziewiąty. Na mistrzostwach Europy w 2006 w Göteborgu zajął 8. miejsce.
Riedel był mistrzem Niemiec 11 razy w latach 1992–1998, 2000, 2001, 2003 i 2006. Jego rekord życiowy wynosi 71,50 m (z 1997).
Liczba tytułów mistrzowskich sprawia, że Riedel jest uważany obok Alfreda Oertera za najwybitniejszego dyskobola w historii lekkoatletyki. 2 lipca 2008 ogłosił zakończenie kariery sportowej.